# Tasqueña (métro de Mexico)
Tasqueña est une station terminus de la Ligne 2 du métro de Mexico, située au sud de Mexico, dans la délégation Coyoacán.

## La station
La station est ouverte en 1970.
La station s'appelait initialement Taxqueña du nom de la Calzada Taxqueña ; depuis quelques années on l'orthographie Tasqueña, de même que pour la station du métro léger de Mexico. Taxqueña est le gentilé féminin de Taxco, dans l'État de Guerrero, célèbre pour son orfèvrerie. Son symbole est une représentation de la lune.
Comme d'autres terminaux comme Indios Verdes et El Rosario, Tasqueña sert à l'entretien et à l'entreposage des voitures du métro.